# Parafia wojskowa św. Rafała Kalinowskiego w Warszawie
Parafia wojskowa Świętego Rafała Kalinowskiego – parafia rzymskokatolicka znajdująca się przy ulicy Czerwonych Beretów 3 w Warszawie, w dzielnicy Rembertów.
Podporządkowana jest dziekanowi Dekanatu Żandarmerii Wojskowej. Została erygowana 21 października 1991. 
Obsługiwana przez księży Ordynariatu Polowego Wojska Polskiego. 
Proboszczem jest ks. kan. płk dr Tomasz Skupień.